# Fritillaria camschatcensis
Fritillaria camschatcensis (L.) Ker Gawl.  es una especie de Fritillaria nativa del oeste de Norteamérica desde Alaska hasta Oregón y del nordeste de Asia. 

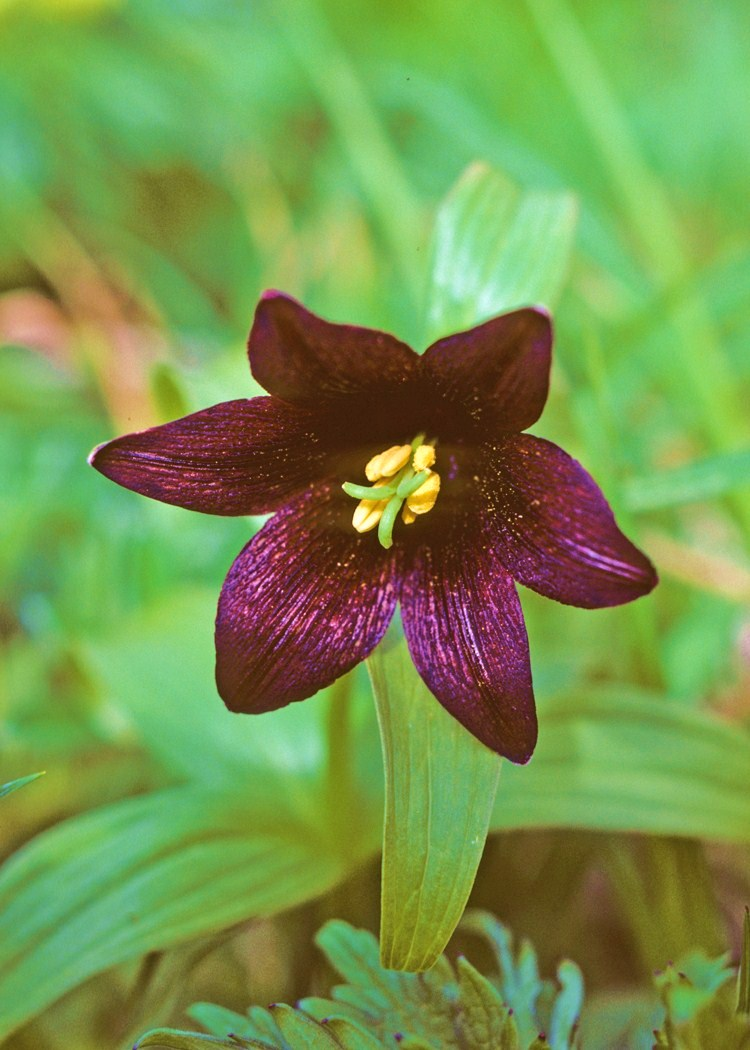
Flor

## Descripción
Fritillaria camschatcensis, es una planta que alcanza un tamaño de unos 45 cm de alto, crece en prados subalpinos húmedos, en bosques abiertos y en laderas pobremente herbosas cerca del mar. Las campanas cabizbajas y semicerradas de sus flores tienen un color variable entre marrón granatoso, verde purpúreo y negro.

## Taxonomía
Fritillaria camschatcensis fue descrita por (L.) Ker Gawl. y publicado en Botanical Magazine 30: sub pl. 1216. 1809.
Etimología
Fritillaria: nombre genérico que deriva del término latino para un cubilete (fritillus),   y, probablemente, se refiere al patrón a cuadros de las flores de muchas especies.
camschatcensis: epíteto de península de Kamchatka. 
Sinonimia
- Lilium camschatcense L., Sp. Pl.: 303 (1753).
- Amblirion camschatcense (L.) Sweet, Hort. Brit. 2: 538 (1830).
- Lilium quadrifoliatum E.Mey. ex C.Presl, Reliq. Haenk. 1: 126 (1827).
- Lilium nigrum Siebold, Verh. Batav. Genootsch. Kunsten 12: 16 (1830).
- Sarana edulis Fisch. ex Baker, J. Linn. Soc., Bot. 14: 274 (1874).
- Fritillaria saranna Stejneger, Proc. U. S. Natl. Mus. 6: 63 (1883), nom. inval.[3]